# Bolostromus gaujoni
Espèce
Synonymes
- Phaenothele gaujoni Simon, 1889

Bolostromus gaujoni est une espèce d'araignées mygalomorphes de la famille des Cyrtaucheniidae.

## Distribution
Cette espèce est endémique d'Équateur.

## Étymologie
Cette espèce est nommée en l'honneur de l'abbé Gaujon.

## Publication originale
- Simon, 1889 : Révision des Aviculariidae de la République de l'Ecuador. Actes de la Société linnéenne de Bordeaux, vol. 42, p. 399-404 (texte intégral).